# A Phoenixi Egyetem nevezetes személyeinek listája
Az alábbi listán a Phoenixi Egyetem nevezetes személyei szerepelnek.

## Hadsereg
- Kirkland H. Donald, tengernagy[1]

## Közigazgatás és jog
- Brad Dee, utahi képviselő[2]
- Celina Caesar-Chavannes, kanadai parlamenti képviselő[3]
- Dan Huberty, texasi képviselő, a humble-i tankerület egykori vezetője[4]
- Eric Dick, ügyvéd[5]
- Gervin Miyamoto, Hawaii marshalja[6]
- Harold Hurtt, a bevándorlásügyi hatóság igazgatója[7]
- Howard Schmidt, az Obama-kormány kiberbiztonsági koordinátora[8]
- Joyce Lawrence, coloradói képviselő[9]
- Marlon Coleman, az Oklahoma állambeli Muskogee polgármestere[10]
- Mary Peters, közlekedési miniszter[11]

## Média és újságírás
- Christina Brown, az MSNBC bemondója és az NBC Early Today című műsorának vezetője[12]

## Rendőrség
- Brian Sicknick, a Capitolium 2021-es ostrománál meghalt rendőr[13]

## Sport
- Darrell Sherman, baseballjátékos[14]
- Larry Fitzgerald, amerikaifutball-játékos[15]
- Lisa Leslie, kosárlabdázó[16]
- Michael Russell, teniszező[17]
- Nick Buchert, kosárlabdabíró[18]
- Omar Easy, amerikaifutball-játékos, a Washington állambeli Everett High School igazgatóhelyettese[19]
- Paul Goldschmidt, baseballjátékos[20]
- Shaquille O’Neal, kosárlabdázó[21]

## Üzleti élet
- Peter Sperling, az Apollo Education Group (a Phoenixi Egyetem tulajdonosa) korábbi elnöke[22]

## Fordítás
- Ez a szócikk részben vagy egészben  a   List of University of Phoenix alumni című angol Wikipédia-szócikk ezen változatának fordításán alapul.  Az eredeti cikk szerkesztőit annak laptörténete sorolja fel. Ez a jelzés csupán a megfogalmazás eredetét és a szerzői jogokat jelzi, nem szolgál a cikkben szereplő információk forrásmegjelöléseként.